# Magnus Johansson (hokeista)
Magnus Johansson (ur. 4 września 1973 w Linköping) – szwedzki hokeista, reprezentant Szwecji, olimpijczyk.

## Kariera klubowa
- Linköping (1990-1997)
- Frölunda (1997-2003)
- SCL Tigers (2003-2004)
- Linköping (2004-2007)

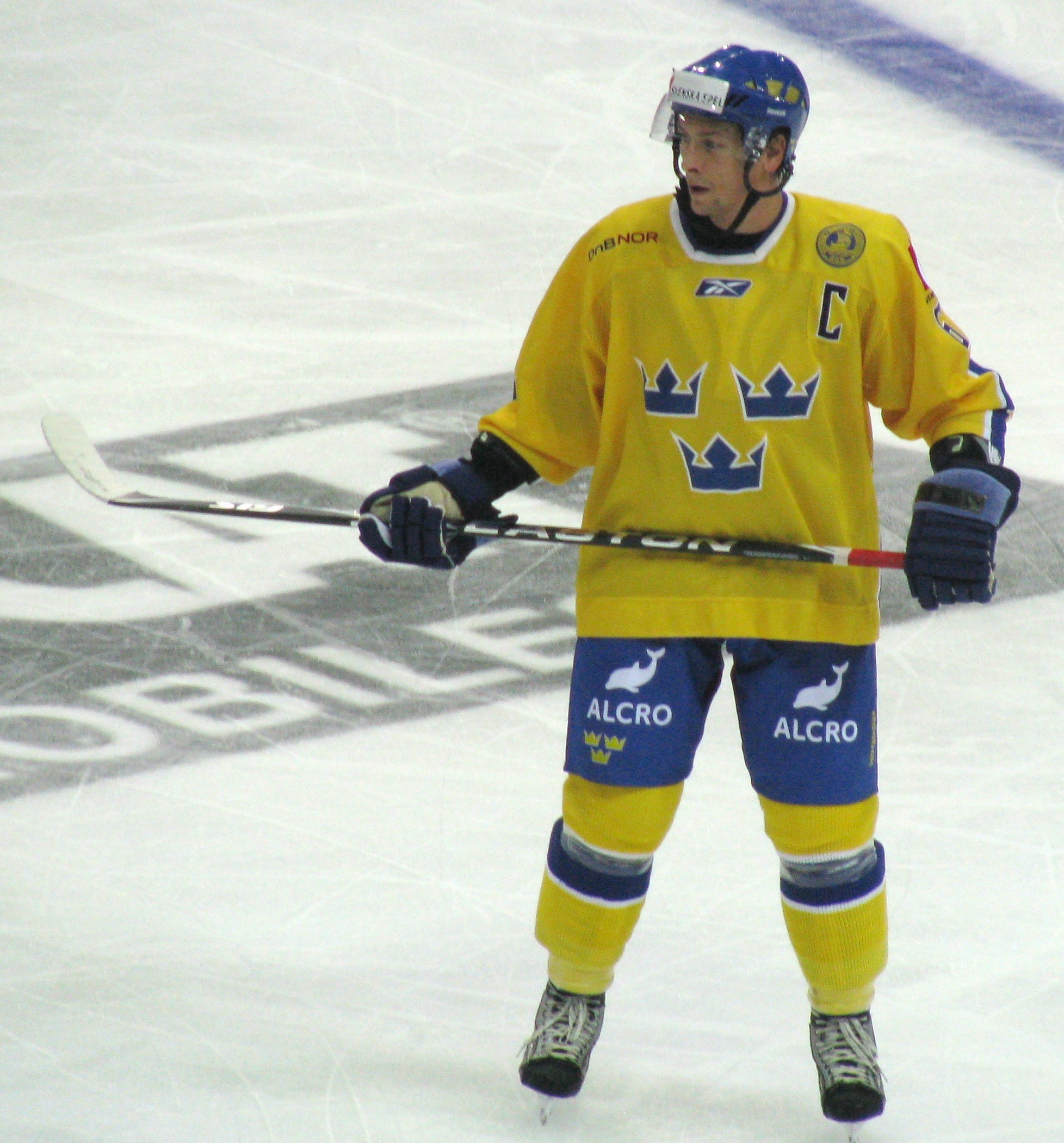
Magnus Johansson jako kapitan reprezentacji Szwecji (2009)

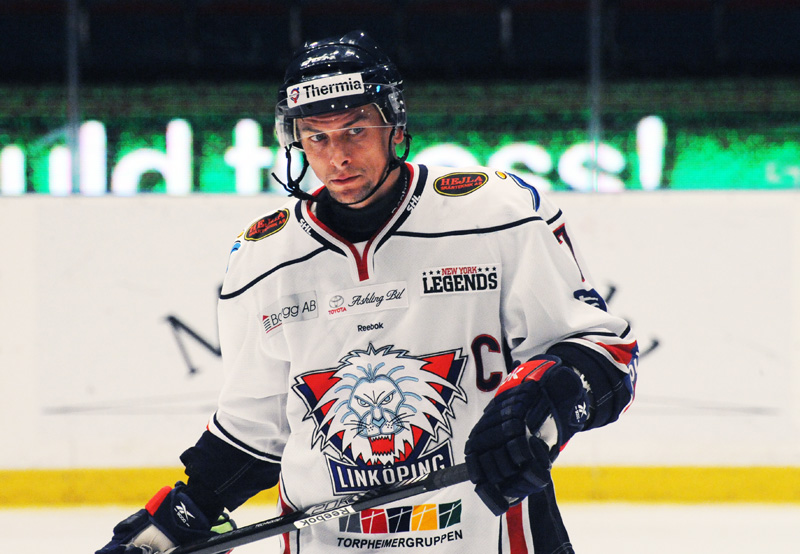
Magnus Johansson jako kapitan Linköping (2013)

- Chicago Blackhawks (2007-2008)
- Florida Panthers (2008)
- Atłant Mytiszczi (2008-2009)
- Linköping (2009-2015)

Wychowanek i od 2009 roku ponownie zawodnik klubu Linköpings HC. Kapitan drużyny. W marcu 2012 roku przedłużył kontrakt z klubem o dwa kolejne lata. W kwietniu 2015 zakończył karierę.
Uczestniczył w turniejach mistrzostw świata w 2002, 2003, 2005, 2006, 2007, 2008, 2009, 2010 oraz zimowych igrzysk olimpijskich 2010.

## Sukcesy
Reprezentacyjne
- Brązowy medal mistrzostw świata: 2002, 2009, 2010
- Srebrny medal mistrzostw świata: 2003
- Złoty medal mistrzostw świata: 2006

Klubowe
- Srebrny medal mistrzostw Szwecji: 2007 z Linköping HC

Indywidualne
- Elitserien 1999/2000:
  - Skład gwiazd
- Elitserien 2000/2001:
  - Pierwsze miejsce w klasyfikacji asystentów wśród obrońców: 28 asyst
  - Pierwsze miejsce w klasyfikacji kanadyjskiej wśród obrońców: 34 punktów
- Elitserien 2001/2002:
  - Pierwsze miejsce w klasyfikacji asystentów wśród obrońców: 21 asyst
  - Pierwsze miejsce w klasyfikacji kanadyjskiej wśród obrońców: 35 punktów
- Elitserien 2004/2005:
  - Pierwsze miejsce w klasyfikacji asystentów wśród obrońców: 25 asyst
  - Pierwsze miejsce w klasyfikacji kanadyjskiej wśród obrońców: 34 punktów
  - Pierwsze miejsce w klasyfikacji +/-: +30
  - Skład gwiazd
- Elitserien 2005/2006:
  - Skład gwiazd
- KHL (2008/2009):
  - Mecz Gwiazd KHL
  - Najlepszy obrońca miesiąca - wrzesień 2008
  - Trzecie miejsce w klasyfikacji asystentów wśród obrońców w sezonie zasadniczym: 27 asyst
  - Czwarte miejsce w klasyfikacji kanadyjskiej wśród obrońców w sezonie zasadniczym: 34 punkty
  - Piąte miejsce w klasyfikacji +/- w sezonie zasadniczym: +33
  - Drugie miejsce w klasyfikacji +/- w sezonie zasadniczym wśród obrońców: +33
- Elitserien 2009/2010:
  - Pierwsze miejsce w klasyfikacji asystentów wśród obrońców: 41 asyst
  - Guldpucken (Złoty Krążek) - nagroda dla najlepszego zawodnika sezonu
  - Trofeum Salminga dla najlepszego obrońcy sezonu
  - Skład gwiazd
- Elitserien 2010/2011:
  - Guldhjälmen (Złoty Kask) - nagroda dla najbardziej wartościowego zawodnika
  - Skład gwiazd